# Zuonko Marian
Zuonko Marian (ur. 11 listopada 1913) – australijski lekkoatleta, dyskobol.
Czterokrotny medalista mistrzostw Australii – srebrne medale w 1948 i 1949 oraz brązowe w 1950 i 1953.
10 stycznia 1948 w Perth ustanowił wynikiem 43,82 rekord kraju, poprawiony rok później przez Iana Reeda